# Jocs Asiàtics de 2002
Els Jocs Asiàtics de 2002 es van celebrar del 29 de setembre al 14 d'octubre de 2002 a Busan, Corea del Sud.
Hi van participar un total de 7.556 atletes de 44 països. Es disputaren 38 esdeveniments esportius i en total hi van romandre 18.000 persones, entre periodistes, dirigents, àrbitres i atletes.
Per primer cop a la història, les 44 nacions del Consell Olímpic d'Àsia hi van participar, entre elles Corea del Nord, que en contra dels precedents envià una delegació a Corea del Sud, i l'Afganistan, que retornava als jocs des que els talibans havien arribat al poder.
El culturisme debutà com a esport en aquesta edició.
La mascota fou una gavina, l'au de la ciutat de Busan. El seu nom fou «Duria», que significa 'tu i jo junts' en coreà, i que expressava l'objectiu dels Jocs: promoure la unitat i amistat entre les nacions asiàtiques.

## Comitès Participants
Comitès Olímpics Nacionals (CONs) anomenats segons la seva designació oficial del COI el 2002.
| - Afganistan - Bangladesh - Bhutan - Bahrain - Brunei - Cambodja - R.P. de la Xina - Corea del Nord - Hong Kong - Indonèsia - Índia - Iran - Jordània - Japó - Kazakhstan | - Kirguizstan - Corea del Sud - Kuwait - Laos - Líban - Macau - Malàisia - Maldives - Mongòlia - Myanmar - Nepal - Oman - Pakistan - Filipines - Palestina | - Qatar - Aràbia Saudita - Singapur - Sri Lanka - Síria - Tailàndia - Tadjikistan - Turkmenistan - Timor Oriental - Xina Taipei - Emirats Àrabs Units - Uzbekistan - Vietnam - Iemen |

## Esports
| - Tir amb arc - Atletisme - Bàdminton - Beisbol - Basquetbol - Billar i Snooker - Culturisme - Bitlles - Boxa - Piragüisme - Ciclisme - Hípica - Esgrima - Futbol | - Golf - Gimnàstica - Handbol - Hoquei sobre herba - Judo - Kabaddi - Karate - Pentatló modern - Rem - Rugbi - Vela - Sepak takraw - Tir olímpic - Softbol | - Soft Tennis - Esquaix - Esports aquàtics - Natació - Salts - Natació sincronitzada - Waterpolo - Tennis de taula - Taekwondo - Tennis - Voleibol - Halterofília - Lluita - Wushu |

## Medaller
| Posició | País                | Or  | Argent | Bronze | Total |
| 1       | R.P. de la Xina     | 150 | 84     | 74     | 308   |
| 2       | Corea del Sud       | 96  | 80     | 84     | 260   |
| 3       | Japó                | 44  | 74     | 72     | 190   |
| 4       | Kazakhstan          | 20  | 26     | 30     | 76    |
| 5       | Uzbekistan          | 15  | 12     | 24     | 51    |
| 6       | Tailàndia           | 14  | 19     | 10     | 43    |
| 7       | Xina Taipei         | 10  | 17     | 25     | 52    |
| 8       | Índia               | 10  | 12     | 13     | 35    |
| 9       | Corea del Nord      | 9   | 11     | 13     | 33    |
| 10      | Iran                | 8   | 14     | 14     | 36    |
| 11      | Aràbia Saudita      | 7   | 1      | 1      | 9     |
| 12      | Malàisia            | 6   | 8      | 16     | 30    |
| 13      | Singapur            | 5   | 2      | 10     | 17    |
| 14      | Indonèsia           | 4   | 7      | 12     | 23    |
| 15      | Vietnam             | 4   | 7      | 7      | 18    |
| 16      | Hong Kong           | 4   | 6      | 11     | 21    |
| 17      | Qatar               | 4   | 5      | 8      | 17    |
| 18      | Filipines           | 3   | 7      | 16     | 26    |
| 19      | Bahrain             | 3   | 2      | 2      | 7     |
| 20      | Kirguizstan         | 2   | 4      | 6      | 12    |
| 21      | Kuwait              | 2   | 1      | 5      | 8     |
| 22      | Sri Lanka           | 2   | 1      | 3      | 6     |
| 23      | Pakistan            | 1   | 6      | 6      | 13    |
| 24      | Myanmar             | 1   | 5      | 6      | 12    |
| 25      | Turkmenistan        | 1   | 2      | 1      | 4     |
| 26      | Mongòlia            | 1   | 1      | 12     | 14    |
| 27      | Líban               | 1   | 0      | 0      | 1     |
| 28      | Tadjikistan         | 0   | 2      | 4      | 6     |
| 29      | Macau               | 0   | 2      | 2      | 4     |
| 30      | Emirats Àrabs Units | 0   | 2      | 1      | 3     |
| 31      | Bangladesh          | 0   | 1      | 0      | 1     |
| 32      | Nepal               | 0   | 0      | 3      | 3     |
| 33      | Síria               | 0   | 0      | 3      | 3     |
| 34      | Laos                | 0   | 0      | 2      | 2     |
| 35      | Jordània            | 0   | 0      | 2      | 2     |
| 36      | Afghanistan         | 0   | 0      | 1      | 1     |
| 37      | Brunei              | 0   | 0      | 1      | 1     |
| 38      | Palestina           | 0   | 0      | 1      | 1     |
| 39      | Iemen               | 0   | 0      | 1      | 1     |
| Total   | Total               | 427 | 421    | 502    | 1350  |